# Berger Bach
Berger Bach är ett vattendrag i Österrike.   Det ligger i förbundslandet Tyrolen, i den centrala delen av landet, 300 kilometer väster om huvudstaden Wien.
Trakten runt Berger Bach består i huvudsak av gräsmarker. Runt Berger Bach är det ganska glesbefolkat, med 27 invånare per kvadratkilometer.